# RMC BFM (entreprise)
Pour les articles homonymes, voir RMC (homonymie).
Pour les articles homonymes, voir BFM.
Ne doit pas être confondu avec RMC ou BFM TV.
RMC BFM, initialement NextRadio, NextRadioTV puis Altice Média, est un groupe de médias français, filiale de l'armateur français CMA CGM à travers sa filiale CMA Audiovisual. Initialement spécialisé dans le secteur de la radio, l'entreprise estt créée en 2000 par Alain Weill, ancien directeur général de NRJ Group.
Le groupe RMC BFM se nomme initialement NextRadio puis NextRadioTV à l'époque du lancement de la chaîne BFM TV. Devenu Altice Média en 2021 détenant également groupe SFR puis RMC BFM en 2024, son activité est centrée sur l'information autour de cinq thématiques comprenant l'information générale, l'économie, le sport, la high-tech et la découverte, exploitant les moyens de diffusion tels que la radio, la télévision et les médias numériques, via Internet.

## Historique

### Constitution d'un groupe radiophonique (2000-2002)
Le 5 juillet 2000, NRJ Group rachète la radio nationale RMC, dont l'audience est alors en chute libre en raison d’un format inadapté et d’une couverture du territoire imparfaite, pour en faire une radio tout info. Mais la loi française interdisant à un même groupe de desservir par le biais de ses différents réseaux radiophoniques plus de 150 millions d'auditeurs potentiels, NRJ Group (qui abrite déjà NRJ, Chérie FM, Nostalgie et Rire et Chansons) annonce le 13 novembre 2000 qu'il renonce à RMC pour se mettre en conformité avec la loi.
En décembre 2000, ledirecteur général du groupe NRJ Alain Weill, démissionne de ses fonctions pour créer Nextradio dont il prend la présidence du directoire et l'entreprise rachète la station de radio RMC. Sur le modèle des stations « talk » américaines, il organise le repositionnement de la station autour des trois piliers information, talk-show et sport. Le nouveau format est mis en place le 22 janvier 2001 et la station est rebaptisée RMC Info en juin 2001. Alain Weill achète l'exclusivité des droits de diffusion de la Coupe du Monde de Football 2002 pour 564 000 euros. En février 2002, le groupe NextRadio créé RMC Régie. La station de radio reprendra définitivement son nom de RMC courant 2003. En 2003, la station renoue pour la première fois depuis vingt ans avec les bénéfices[réf. nécessaire].
En 2002, NextRadio reprend la radio BFM (qui prend le nom de BFM Radio en 2009), alors en redressement judiciaire,. Deux tiers des salariés de la station sont licenciés et les programmes sont recentrés avec succès sur l'économie et la finance. La station est à nouveau rentable.

### Constitution d'un groupe de média diversifié (2005-2015)
En 2005, avec l'arrivée de la TNT en France, Alain Weill manifeste son désir de créer une chaîne d'information sportive RMC Sports, mais le projet n'est pas retenu par le CSA. Le 9 mai 2005, le CSA retient la candidature de son projet de chaîne d'information en continu à vocation économique BFM TV dans le cadre de l’appel à candidatures lancé le 14 décembre 2004, relatif à l’attribution des licences de TNT. La chaîne est officiellement lancée le 28 novembre 2005 à 18 h. NextRadio devient alors NextRadioTV[réf. nécessaire].
Le 7 octobre 2005, NextRadioTV fait son entrée en bourse dans l'Eurolist d'Euronext Paris[réf. nécessaire].
Le 4 avril 2007, NextRadioTV a fait l'acquisition du Groupe Tests (propriétaire des sites Internet 01Net, 01Men et CadresOnline et des magazines Micro Hebdo, L'Ordinateur individuel et 01 Informatique) pour 80 millions d'euros[réf. nécessaire].
En 2008, NextRadioTV cède Cadres On Line et crée l'agence de presse RMC Sport[réf. nécessaire].
En octobre 2008, le groupe annonce son intention de créer en 2009 TBFM (ou Tribune BFM), une chaîne de télévision payante diffusée sur le câble, le satellite et par ADSL. Cette nouvelle chaîne consacrée à l'information économique et financière doit s'appuyer sur les équipes de BFM Radio et du quotidien La Tribune racheté par Alain Weill en 2008.
En novembre 2008, Michel Moulin lance Le 10 Sport, quotidien sportif avec une forte dominante footballistique. NextRadioTV détient 19 % du capital de ce concurrent de L'Équipe et fournit — à travers l'agence RMC Sport — une douzaine de pages du quotidien.
En décembre 2008, Guillaume Dubois, directeur de la rédaction de BFM TV et BFM, devient également directeur de l'information du pôle audiovisuel de NextRadioTV (RMC, BFM et BFM TV) tandis que Christophe Jakubyszyn, journaliste politique au quotidien Le Monde, devient rédacteur en chef de RMC[réf. nécessaire].
En septembre 2009, NextRadioTV rachète le groupe de presse Volnay Publication France qui édite plusieurs magazines dans le domaine de l'informatique (SVM, SVM Mac, SVM iPod et PC Expert). En avril 2010, NextRadioTV annonce l'arrêt au mois de juin de la publication de SVM et de PC Expert, « afin de concentrer [les] moyens [du groupe] sur les magazines à grande diffusion ou à fort potentiel, disposant de perspectives de croissance plus solides », selon Alain Weill.
En mai 2010, Alain Weill annonce qu'il cède 80 % du capital de La Tribune à sa directrice générale tout en conservant une part minoritaire de 20 %.
En juin 2010, le tribunal de commerce de Paris accepte que le groupe NextRadioTV rachète la chaîne Cap 24.
Elle cesse rapidement d'émettre et NextRadioTV lance, en novembre 2010, la chaîne économique et financière BFM Business sur le canal TNT ainsi libéré[réf. nécessaire].
En mars 2012, le Conseil supérieur de l'audiovisuel (CSA) accorde un canal sur la TNT à une nouvelle chaîne au groupe : RMC Découverte. Elle est lancée le 12 décembre 2012 et propose principalement des documentaires,. Depuis septembre 2014 en audience, RMC Découverte est devenue la première des nouvelles chaînes de télévision française en HD.
Le 28 janvier 2013, la Web TV La Chaîne Techno est acquise par Next Interactive Media, filiale de NextRadioTV, devenant la chaîne officielle du site 01net. Le 4 avril 2013, les magazines Micro Hebdo et l'Ordinateur individuel fusionnent pour lancer le bimensuel 01net magazine. Le 28 juin 2013, Alain Weill annonce la cession des magazines papier 01 net et 01 Business, qui font partie du Groupe 01 acquis en 2007, au groupe She Three de Marc Laufer, afin de se recentrer sur la télévision, la radio et le web. NexRadioTV conserve le site 01net.
En septembre 2014, grâce aux émissions Alien Theory, Top Gear et aux matinales présentées par Jean-Jacques Bourdin, RMC Découverte devient en termes d'audience la première des nouvelles chaînes de télévisions françaises en HD[réf. nécessaire].
En janvier 2015 le groupe annonce avoir dépassé les 100 millions d'euros de chiffre d'affaires pour l'année2014, soit une hausse de 23 % par rapport à 2013, notamment grâce aux performances de RMC Découverte (dont les recettes ont plus que doublé), BFMTV et BFM Business TV.
En avril 2015, NextRadioTV annonce le rachat à Pascal Houzelot de la chaîne TNT : Numéro 23 pour 90 millions d'euros (dont 50 millions en liquide et 40 millions en actions NextRadioTV, soit jusqu’à 5 % du groupe). L'opération est surtout vue comme une manière simple pour le groupe NextRadioTV de mettre la main sur l'une des 24 fréquences TNT. Avant lui, ce genre d'opération s'est déjà produit, comme les groupes AB ayant vendu leurs chaînes à TF1 (vente de TMC et NT1) ou encore le groupe Bolloré ayant vendu ses chaînes à Canal+ (vente de D8 et D17). L'opération échoue dans un premier temps, le CSA ayant suspendu l'autorisation d'émettre de la chaîne, mais le 16 avril 2016, après invalidation de cette décision par le Conseil d'État, une prise de participation dans le capital de la chaîne à hauteur de 39 % est annoncée.

### Contestations de la part de plusieurs syndicats (2008)
En avril 2008, les syndicats de RMC, BFM et BFM TV ont dénoncé la mise en place de journalistes « cross-média », amenés à traiter un même évènement sur différents supports (radio, presse écrite, télévision…) : « le journaliste ne sera pas un fournisseur de contenu corvéable à merci pour les grands groupes multimédias, il en va de l’avenir de la profession et de la crédibilité des informations données au public ».
« Ce n'est pas tant la paye qui nous inquiète, que le rythme de travail. En effet, s'il faut enchaîner quotidiennement les sujets pour RMC Radio et BFM TV, la masse de travail sera trop lourde. D'autant qu’actuellement, nous avons déjà un rythme plus que soutenu. La qualité de l’info va en pâtir, car il faut du temps pour la vérifier… » expliquera fin 2008 Céline Bruel, reporter et déléguée du personnel de BFM TV.
Alain Weill considère que « l'information est un produit marketing comme un autre » et souhaite utiliser ces synergies pour assurer la rentabilité de son groupe. La mutualisation « est le seul moyen de financer certains reportages… Mais le risque principal, […] c'est de tout faire et ne rien faire correctement. Nous sommes très vigilants. », admet début 2009 François Pesenti, directeur de RMC Sport.
Fin 2008, les syndicats de NextRadioTV, La Tribune et du Groupe 01 réclament la création d'un « comité de groupe », afin que les 650 salariés qu'ils représentent « puissent être informés clairement sur la politique de la direction et les choix qu'elle opère pour l'avenir de l’ensemble des activités du groupe »,.

### Rachat par Altice et intégration à SFR Media (2015-2024)
En juillet 2015, Alain Weill et Altice (Patrick Drahi) acquièrent des participations dans NextRadioTV à travers une nouvelle structure appelée News Participation détenue à 51 % par Alain Weill et à 49 % par Altice. En parallèle, une seconde société est créée sous le nom de Altice Content, détenue en majorité par Altice et à 24 % par Alain Weill. Pour financer cette opération, Altice prévoit de faire une augmentation de capital de 200 millions d'euros et d'émettre une obligation de 600 millions d'euros. En décembre 2015 et en janvier 2016, News Participation acquiert les actifs que détient Alain Weill dans NextRadioTV ; à la suite de cet accord News Participation détiendra une participation majoritaire dans NextRadioTV.
En avril 2016, la prise de contrôle par SFR des activités d'Altice dans les médias (Altice Media Group et NextRadioTV, participation valorisée à 741 millions d'euros) est annoncée, sous le nom de SFR Media, filiale dirigée par Alain Weill. Dans le même temps, un bouquet de cinq chaînes de sport est annoncé, pour diffuser notamment les matchs de la Premier League anglaise de football, dont les droits ont été acquis par SFR, ainsi que la création de deux nouvelles chaînes : BFM Sport, une chaîne d'information sportive s'appuyant sur les équipes de RMC et BFM Paris, une chaîne d'information locale en Île-de-France.
Le 20 avril 2018, le CSA autorise la prise de contrôle de NextRadioTV par SFR, SFR devenant le 1er acteur de la convergence télécoms-médias en France,. Le 24 mai 2018, on apprend que l'ensemble du groupe NextRadioTV déménagera à l'automne pour rejoindre le groupe Altice-SFR dans un gigantesque ensemble à Paris.
Le 18 avril 2019, Damien Bernet, membre du comité exécutif d'Altice France, est nommé directeur général d'Altice Média, le pôle média d'Altice France.
Au mois de septembre 2020, après plusieurs mois marqués par des grèves et des protestations à l'encontre d'un plan de départs volontaires, syndicats et direction du groupe trouvent un accord sur un plan qui prévoit la suppression de 245 postes au lieu des 330 à 380 souhaités à l'origine par la direction,. Ces départs devront avoir lieu avant le 31 décembre 2021.
Le 28 février 2022, Altice annonce être en négociations exclusives pour les acquisitions des chaînes 6ter et TFX, l'une appartenant au groupe TF1 (TFX) et l'autre appartenant au groupe M6 (6ter), qui projettent de fusionner. Le 22 juillet, l’Autorité de la concurrence valide le rachat de 6ter et TFX par Altice Média mais après que cette même autorité ait émis un avis défavorable à cette fusion, les deux groupes annoncent le 16 septembre dans un communiqué vouloir abandonner le projet de vente de leurs chaînes.

### Rachat par CMA CGM (2024)
Le 15 mars 2024, le groupe Altice annonce la signature d'une promesse de rachat par CMA CGM de sa filiale médias qui inclut toutes les chaînes des marques BFM et RMC, à l'exception de RMC Sport.
Le 27 juin 2024, l'Arcom agrée le changement de contrôle d’Altice Média au profit du groupe CMA CGM.
Le 2 juillet 2024, avec le transfert de fonds entre CMA GGM et Altice la vente est finalisée pour 1,55 milliard d'euros . Le même jour, Arthur Dreyfuss annonce son départ dans un mail interne. Il est remplacé par Nicolas de Tavernost qui assure l’intérim. En juillet 2025, Ramon Fernandez, directeur financier de CMA CGM, devient président de RMC BFM, remplaçant Nicolas de Tavernost.

## Identité graphique

Logo de NextRadioTV entre 2005 et 2021.
Logo d'Altice Média entre 2021 et 2024.
Logo de RMC BFM en noir depuis 2024.
Logo de RMC BFM en blanc depuis 2024.

## Organisation

### Dirigeants et effectifs

#### Président-directeur général du groupe RMC BFM
- de novembre 2000 à juin 2021 : Alain Weill
- de juillet 2021 au 2 juillet 2024 : Arthur Dreyfuss
- de juillet 2024 au 13 mars 2025 : Nicolas de Tavernost
- depuis mars 2025 : Régis Ravanas (directeur général)[1]
- depuis juillet 2025 : Ramon Fernandez (président)[1]

#### Directeur général délégué du groupe RMC BFM
- de mars 2007 à février 2011 : Marc Laufer
- de février 2011 à janvier 2020 : Damien Bernet
- de janvier 2020 à juillet 2021 : Arthur Dreyfuss
- depuis juillet 2024 : Benoît Tournebize

#### Directeur général délégué à l'information de RMC BFM
- juillet 2019 à septembre 2024 : Hervé Beroud
- depuis octobre 2024 : Jean Philippe Baille

Directeur délégué à l'information digitale de RMC BFM
- de septembre 2014 à avril 2019 : Jean-Michel Salvator
- de mai 2019 à mars 2025 : Julien Mielcarek[44]
- depuis avril 2025 : François Aubel

#### Directeur général de RMC
- de janvier 2001 à octobre 2001 : Jérôme Pourtau
- d’octobre 2001 à juillet 2006 : Marc Laufer
- de juillet 2006 à janvier 2017 : Frank Lanoux
- de janvier 2017 à septembre 2018 : Cécilia Ragueneau
- de septembre 2018 à décembre 2018 : Guenaelle Troly
- de décembre 2018 à mai 2020 : Morgan Serrano
- de mai 2020 à décembre 2020 : Guenaelle Troly
- depuis mars 2021 : Karim Nedjari

Directeur de la rédaction de RMC
- de janvier 2001 à novembre 2002 : Fabrice Lundy
- d'août 2004 à octobre 2008 : François Pesenti
- de janvier 2009 à novembre 2012 : Christophe Jakubyszyn
- de décembre 2012 à août 2013 : Jean-François Achilli
- d'octobre 2013 à février 2015 : Nicolas Grébert
- de mars 2015 à juin 2019 :  Philippe Antoine
- de juin 2019 à décembre 2020 : Fabrice Angotti
- de décembre 2020 à août 2021 :  Rodolphe Massé
- depuis août 2021 :  Emmanuel Renard

#### Directeur général de RMC Sport
- de septembre 2008 à février 2019 : François Pesenti
- de mars 2019 à mai 2020 : Laurent Eichinger
- depuis mars 2021 : Karim Nedjari

#### Directeur général de BFM TV
- de septembre 2009 à août 2016 : Guillaume Dubois
- d'août 2016 à juillet 2019 : Hervé Beroud
- de juillet 2019 à septembre 2024 : Marc-Olivier Fogiel
- depuis octobre 2024 : Fabien Namias

Directeur de la rédaction de BFM TV
- de novembre 2005 à septembre 2009 : Guillaume Dubois
- de septembre 2009 à juillet 2010 : Patrick Roger
- de septembre 2010 à décembre 2016 : Hervé Beroud
- décembre 2016 à mars 2023 : Céline Pigalle
- mars 2023 à octobre 2024 : Philippe Corbe
- depuis octobre 2024 : Camille Langlade

#### Directeur général de BFM Business
- de septembre 2009 à août 2016 : Guillaume Dubois
- d'août 2016 à avril 2019 : Pierre Fraidenraich
- d’octobre 2019 à mai 2020 : Kim Younes-Charbit
- depuis décembre 2021 : Arnaud de Courcelles

#### Directeur général de BFM Locales
- de décembre 2020 à juillet 2023 : Philippe Benayoun
- de juillet 2023 à janvier 2025 : Philippe Antoine
- depuis janvier 2025 : Arnaud de Courcelles

#### Directeur général de RMC Découverte et RMC Story
- de juin 2012 à décembre 2020 : Guenaelle Troly
- depuis janvier 2021 : Stéphane Sallé de Chou

### Siège
Le siège du groupe RMC-BFM se situe au 2 rue du Général-Alain-de-Boissieu dans le 15e arrondissement de Paris.
Le siège abrite les locaux de RMC Story (auparavant au 17 rue du Pont-aux-Choux dans le 3e arrondissement de Paris), RMC Découverte, RMC Sport, BFM TV, BFM Radio, BFM Business, BFM Paris Île-de-France (auparavant dans les locaux de NextRadio) et le siège de BFM Locales.

### Actionnariat
Aux termes de l'article 40 de la Loi de 1986 modifié, aucune personne physique ou morale de nationalité étrangère ne peut procéder à une acquisition ayant pour effet de porter directement ou indirectement la part du capital détenu par des étrangers à plus de 20 % du capital social ou des droits de vote de la société titulaire d'une autorisation relative à un service de radio ou de télévision par voie hertzienne terrestre.
En septembre 2009, les principaux actionnaires de NextRadioTV sont Alain Weill (35,44 %) et Alpha Radio (23,7 %).
En 2011, Alpha Radio revend ses parts, mais Alain Blanc-Brude conserve 4,4 % à titre personnel. Alain Weill détient alors 36,3 % du capital et 49,8 % des droits de vote. Le flottant s'établit au total à 59,6 % du capital de la société dont  Fimalac (6,8 % du capital).
En janvier 2013, NextRadioTV a conclu un accord avec la principauté de Monaco concernant sa participation dans Radio Monte-Carlo. Selon les termes de cet accord, NextRadioTV acquiert 4,56 % de RMC en échange de 1,77 % du capital de NextRadioTV. À l'issue de cette transaction, NextRadioTV détient 99,9 % de RMC. La principauté de Monaco conserve 0,1 % de RMC et détient désormais 3 % du capital de NextRadioTV. Alain Weill, Président de NextRadioTV se réjouit de cette opération qui permet de renforcer le statut d'actionnaire de référence de la principauté de Monaco.
En 2014, Alain Weill contrôle encore 37,8 % du capital. Fimalac a toujours 6,8 % du capital, mais 8,9 % des droits de vote.
Le 20 avril 2018, le CSA autorise la prise de contrôle de NextRadioTV par SFR, SFR devenant le 1er acteur de la convergence Télécoms-Médias en France,. Le 24 mai 2018, on[Qui ?] apprend que l'ensemble du groupe NextRadioTV déménagera à l'automne pour rejoindre le groupe Altice-SFR dans un gigantesque ensemble à Paris.
Le 15 mars 2024, Altice France annonce des négociations exclusives avec le Groupe CMA CGM et Merit France pour céder 100% d’Altice Média, pour un montant total en numéraire de 1,55 milliard d’euros.

## Activités

### Division Radio
RMC BFM possède cinq stations de radios diffusés sur le FM et le DAB+. Avec deux réseaux nationaux l'ensemble des réseaux du groupe couvre une population entre 54 et 67 millions d’habitants en 2010/2012.
| Logo | Radio           | Format                            | Catégorie   | Date de création          | Thématique          | Diffusion FM | Diffusion DAB+          |
| ---- | --------------- | --------------------------------- | ----------- | ------------------------- | ------------------- | ------------ | ----------------------- |
|      | RMC             | Généraliste nationale             | Catégorie E | 1er juillet 1943          | Informations, Sport | Oui          | Oui · Mux National "M2" |
|      | BFM Business    | Informations en continu, affaires | Catégorie D | 1992                      | Économie            | Oui          | Oui · Mux National "M2" |
|      | BFM Radio       | ___                               | Catégorie D | 12 octobre 2021           | Informations        | Non          | Oui · Mux National "M2" |
|      | RMC Gold        | Musicale, Gold                    | Catégorie D | 2 avril 2025              | Musique             | Non          | Non                     |
|      | BFM Grand Lille | ___                               | Catégorie B | 18 juillet 2022 (disparu) | Locale              | Non          | Non                     |

### Division TV
RMC BFM possède vingt-sept chaînes de télévision, dont quinze diffusées gratuitement sur la TNT.

#### Actuelles
| Logo | Chaîne | Date de création   | Date d'acquisition                           | Date de lancement | Remarque                                          |
| ---- | --- | ------------------ | -------------------------------------------- | ----------------- | ------------------------------------------------- |
|      | RMC Story Chaîne généraliste | 12 décembre 2012   | 16 avril 2016 (39 %) 26 juillet 2017 (100 %) | 3 septembre 2018  | RMC Story remplace Numéro 23                      |
|      | RMC Découverte Chaîne thématique consacrée aux documentaires                                                                             | 12 décembre 2012   | 12 décembre 2012                             | 12 décembre 2012  |                                                   |
|      | BFM TV Chaîne d'information en continu                                                                                                   | 28 novembre 2005   | 28 novembre 2005                             | 28 novembre 2005  |                                                   |
|      | BFM Business Chaîne d'information économique                                                                                             | 22 novembre 2010   | 22 novembre 2010                             | 22 novembre 2010  |                                                   |
|      | After Foot TV Chaîne thématique consacrée au football                                                                                    | 7 avril 2025       | 7 avril 2025                                 | 7 avril 2025      | After Foot TV remplace RMC Talk Sport             |
|      | BFM Lyon Chaîne d'information locale | 25 novembre 1988   | 15 février 2019                              | 3 septembre 2019  | BFM Lyon remplace Télé Lyon Métropole             |
|      | BFM Grand Lille Chaîne d'information locale                                                                                              | 8 octobre 2009     | 29 novembre 2019 (45 %)                      | 3 février 2020    | BFM Grand Lille remplace Grand Lille TV           |
|      | BFM Grand Littoral Chaîne d'information locale                                                                                           | 17 novembre 2017   | 29 novembre 2019 (45 %)                      | 3 février 2020    | BFM Grand Littoral remplace Grand Littoral TV     |
|      | BFM DICI Alpes du Sud Chaîne d'information locale                                                                                        | 3 décembre 2013    | 28 juillet 2020                              | 9 mars 2021       | BFM DICI Alpes du Sud remplace D!CI TV Alpes      |
|      | BFM DICI Haute-Provence Chaîne d'information locale                                                                                      | 16 mai 2019        | 28 juillet 2020                              | 9 mars 2021       | BFM DICI Haute-Provence remplace D!CI TV Provence |
|      | BFM Marseille Provence Chaîne d'information locale                                                                                       | mai 2017           | 8 avril 2021                                 | 5 juillet 2021    | BFM Marseille Provence remplace Provence Azur     |
|      | BFM Toulon Var Chaîne d'information locale                                                                                               | 17 avril 2017      | 8 avril 2021                                 | 5 juillet 2021    | BFM Toulon Var remplace Var Azur                  |
|      | BFM Nice Côte d'Azur Chaîne d'information locale                                                                                         | 1er septembre 2013 | 8 avril 2021                                 | 5 juillet 2021    | BFM Nice Côte d'Azur remplace Azur TV             |
|      | BFM Alsace Chaîne d'information locale                                                                                                   | 25 septembre 2006  | 2022                                         | 28 juin 2022      | BFM Alsace remplace Alsace 20                     |
|      | BFM Normandie Chaîne d'information locale                                                                                                | 14 octobre 2011    | 2022                                         | 28 septembre 2022 | BFM Normandie remplace La Chaîne Normande         |
|      | RMC Sport 1 Chaîne consacrée aux football puis recentrée sur les sports de combats                                                       | 9 juin 2016        | 9 juin 2016                                  | 3 juillet 2018    | RMC Sport 1 remplace SFR Sport 1                  |
|      | RMC Sport Live 2 Chaîne évenement | 2 juillet 2024     | 2 juillet 2024                               | 2 juillet 2024    | Remplace RMC Sport 2                              |
|      | RMC Sport Access | 2 mars 2021        | 2 mars 2021                                  | 2 mars 2021       | Anciennement RMC Sport Access 1                   |
|      | RMC Sport Live 3 et 4 Chaînes évenements                                                                                                 | 2 mars 2021        | 2 mars 2021                                  | 2 mars 2021       |                                                   |
|      | Tech & Co Chaîne thématique consacrée aux nouvelles technologies                                                                         | 6 janvier 2020     | 6 janvier 2020                               | 14 juin 2022      | Tech & Co remplace 01TV                           |
|      | BFM Grands Reportages RMC Alerte Secours RMC Wow RMC Talk Info RMC Mystère RMC J'irai dormir chez vous RMC Mecanic , Chaînes thématiques | 5 avril 2024       | 5 avril 2024                                 | 5 avril 2024      | FAST Channels                                     |
|      | BFM2 Chaîne d'information en continu | 25 septembre 2024  | 25 septembre 2024                            | 25 septembre 2024 | Complète BFM TV                                   |

#### Abandonnées
| Logo | Chaîne | Date de création                | Disparition      | Remarque                                                             |
| ---- | --- | ------------------------------- | ---------------- | -------------------------------------------------------------------- |
|      | RMC Talk Sport Chaîne de télé qui diffuse Super Moscato Show, Rothen S'enflamme, After Foot et Les Grandes Gueules du sport | 5 avril 2024                    | 7 avril 2025     | La chaîne diffuse seulement l'After                                  |
|      | BFM Paris Île-de-France Chaîne d'information régionale                                                                      | 7 novembre 2016                 | 14 mars 2025     | BFM Paris Île-de-France remplace BFM Business Paris                  |
|      | RMC Sport 2 Chaîne consacrée à tous les sports                                                                              | 3 juillet 2018                  | 2 juillet 2024   | RMC Sport 2 remplace SFR Sport 2 puis remplacer par RMC Sport Live 2 |
|      | RMC Sport 1 UHD Chaîne consacrée à l'UHD                                                                                    | 2 octobre 2016 / 3 juillet 2018 | 2 juillet 2024   | RMC Sport 1 UHD remplace SFR Sport 4K                                |
|      | RMC Sport Live 5 à 18 Chaînes évenements                                                                                    | 3 juillet 2018                  | 2 juillet 2024   |                                                                      |
|      | Altice Studio Chaîne consacrée aux séries et films                                                                          | 22 août 2017                    | 22 mars 2023     |                                                                      |
|      | RMC Sport 3 | 3 juillet 2018                  | 2 mars 2021      |                                                                      |
|      | RMC Sport 4 | 3 juillet 2018                  | 2 mars 2021      |                                                                      |
|      | RMC Sport Access 2 | 3 juillet 2018                  | 2 mars 2021      | Chaine RMC Sport pour les anciens abonné SFR Sport                   |
|      | RMC Sport Access 3 | 3 juillet 2018                  | 2 mars 2021      | Chaine RMC Sport pour les anciens abonné SFR Sport                   |
|      | RMC Sport Access 4 | 3 juillet 2018                  | 2 mars 2021      | Chaine RMC Sport pour les anciens abonné SFR Sport                   |
|      | RMC Sport News Chaîne d'information sportive                                                                                | 7 juin 2016                     | 2 juin 2020      |                                                                      |
|      | My Cuisine Chaîne culinaire                                                                                                 | 12 juin 2017                    | 30 avril 2020    |                                                                      |
|      | BFM Sport | 7 juin 2016                     | 8 août 2018      | Remplacé par RMC Sport News                                          |
|      | SFR Sport 1 | 9 juin 2016                     | 3 juillet 2018   | Remplacé par RMC Sport 1                                             |
|      | SFR Sport 2 | 9 juin 2016                     | 3 juillet 2018   | Remplacé par RMC Sport 2                                             |
|      | SFR Sport 3 | 9 juin 2016                     | 3 juillet 2018   | Remplacé par RMC Sport 3                                             |
|      | SFR Sport 4K | 9 juin 2016                     | 3 juillet 2018   | Remplacé par RMC Sport 1 UHD                                         |
|      | SFR Sport 5 | 9 juin 2016                     | 3 juillet 2018   | Remplacé par RMC Sport 4                                             |
|      | SFR Sport 4 | 1er février 2018                | 3 juillet 2018   | Indépendant de SFR Sport 4K                                          |
|      | Ma Chaîne Sport | 19 octobre 2007                 | 9 juin 2016      | Remplacé par SFR Sport 2                                             |
|      | MCS Extrême | 25 novembre 2008                | 9 juin 2016      | Remplacé par SFR Sport 3                                             |
|      | Kombat Sport | septembre 2012                  | 9 juin 2016      | Remplacé par SFR Sport 5                                             |
|      | MCS Tennis | janvier 2013                    | 31 décembre 2016 | Fusionné avec SFR Sport 2                                            |
|      | UFC Premium |                                 | 31 décembre 2016 | Fusionné avec SFR Sport 5                                            |
|      | MCS Maison | 16 décembre 2015                | 7 juin 2017      | Remplacé par My Cuisine                                              |
|      | MCS Bien-être | mai 2011                        | 25 avril 2017    |                                                                      |

La marque MCS est devenu indépendante après la création de SFR Sport, c'est pour cela que les marques MCS Extrême et MCS Bien-être existent toujours mais aussi de nouvelles marques ont été créées comme MCS Basket.

#### Revendues
En janvier 2018, SFR vend i24NEWS pour 2 millions d’euros à Altice USA
Le but est que Altice USA devienne un groupe d'information international.
| Chaîne           | Remarque              |
| ---------------- | --------------------- |
| i24news Français | Revendue à Altice USA |
| i24news Arabe    | Revendue à Altice USA |
| i24news Anglais  | Revendue à Altice USA |

### Division Digitale
Lancé en septembre 2012, le portail bfmtv.com est le site d'information générale comportant une section d'information politique et internationale (bfmtv.com), une section d'information économique (bfmbusiness.com), une section sport (rmcsport.fr), une section communautaire d'opinions et de débats (rmc.fr) et une section découverte (rmcdecouverte.com). Avec ses sites 01net.com et 01business.com, le groupe NextRadioTV propose un service consacré au high-tech en ligne. Le site assure également un service de téléchargement gratuit (telecharger.com). En 2013, ce sont près de 200 millions de téléchargements qui ont été recensés sur Telecharger.com, intégré à 01net.com.

### RMC Sport
Créée en 2008 par NextRadioTV, RMC Sport est une agence de presse multimédia spécialisée dans l'actualité sportive. Elle alimente les rubriques sportives des sites web du groupe et produit des programmes consacrés au sport pour RMC, BFMTV ainsi que le JT sport de RMC Découverte. Disponible sur tablette depuis 2010, RMC Sport produit son propre quotidien gratuit d'information sportive. Enfin, l'agence fournit également des contenus à des médias externes.

## Audiences du groupe
| Année | BFM TV | RMC Story          | RMC Découverte     | Total groupe |
| ----- | ------ | ------------------ | ------------------ | ------------ |
| 2007  | 0,2    | Chaîne inexistante | Chaîne inexistante | 0,2          |
| 2008  | 0,4    | Chaîne inexistante | Chaîne inexistante | 0,4          |
| 2009  | 0,7    | Chaîne inexistante | Chaîne inexistante | 0,7          |
| 2010  | 0,9    | Chaîne inexistante | Chaîne inexistante | 0,9          |
| 2011  | 1,4    | Chaîne inexistante | Chaîne inexistante | 1,4          |
| 2012  | 1,8    | 0,2                | 0,3                | 2,3          |
| 2013  | 1,9    | 0,3                | 0,5                | 2,7          |
| 2014  | 2,0    | 0,5                | 1,0                | 3,5          |
| 2015  | 2,2    | 0,7                | 1,3                | 4,4          |
| 2016  | 2,3    | 0,8                | 1,8                | 4,9          |
| 2017  | 2,7    | 1,2                | 2,1                | 6,0          |
| 2018  | 2,6    | 1,4                | 2,2                | 6,2          |
| 2019  | 2,3    | 1,3                | 2,3                | 5,9          |
| 2020  | 2,9    | 1,5                | 2,3                | 6,7          |
| 2021  | 2,9    | 1,6                | 2,0                | 6,5          |
| 2022  | 3,3    | 1,9                | 1,9                | 7,1          |
| 2023  | 3,0    | 1,9                | 1,7                | 6,6          |

## Données chiffrées

### Chiffre d'affaires
| Année                  | Chiffre d'affaires     | Croissance |
| ---------------------- | ---------------------- | ---------- |
| 2007                   | 106,3 millions d'euros | -          |
| 2008                   | 120,7 millions d'euros | 14 %       |
| 2009                   | 123,8 millions d'euros | 3 %        |
| 2010                   | 138,9 millions d'euros | 12 %       |
| 2011                   | 157,3 millions d'euros | 13 %       |
| 2012 Avant norme IFRS5 | 172,3 millions d'euros | 10 %       |
| 2012 Après norme IFRS5 | 157,2 millions d'euros | -          |
| 2013                   | 173,6 millions d'euros | 10 %       |

Après l'application de la Norme IFRS5, le chiffre d'affaires est retraité de l'activité Print cédée au 31 octobre 2013.

### Effectifs
L'effectif se lit en équivalent temps plein.
| Année | Effectif | Croissance |
| ----- | -------- | ---------- |
| 2007  | 718      | -          |
| 2008  | 728      | 1 %        |
| 2009  | 708      | -3 %       |
| 2010  | 759      | 7 %        |
| 2011  | 821      | 8 %        |
| 2012  | 895      | 9 %        |
| 2013  | 860      | -4 %       |